# 古賀幸久
古賀 幸久（こが ゆきひさ、1952年 - ）は、日本の政治学者。久留米大学法学部国際政治学科教授。

## 来歴
熊本県出身。西南学院大学卒業後、1978年（昭和53年）外交官試験に合格。1979年（昭和54年）外務省に入省。1980年（昭和55年）パキスタンパンジャブ大学で在外研修。1982年（昭和57年）カラチ総領事館副領事、1985年（昭和60年）ホノルル総領事館副領事、1987年（昭和62年）北米局安全保障課、1988年（昭和63年）アジア局南西アジア課外務事務官。1992年（平成4年）久留米大学法学部国際政治学科助教授、2010年（平成22年）同教授。
著書に『イスラム国家の国際法規範』などがある。